# Rosalinotruncana
Rosalinotruncana es un género de foraminífero planctónico considerado un sinónimo posterior de Rosalinella, el cual es considerado a su vez un sinónimo posterior de Globotruncana de la subfamilia Globotruncaninae, de la familia Globotruncanidae, de la superfamilia Globotruncanoidea, del suborden Globigerinina y del orden Globigerinida. Su especie tipo era Globotruncana lapparenti. Su rango cronoestratigráfico abarca desde el Turoniense hasta el Campaniense (Cretácico superior).

## Descripción
Su descripción podría coincidir con la del género Rosalinella, ya que Rosalinotruncana ha sido considerado un sinónimo subjetivo posterior.

## Discusión
El género Rosalinotruncana no ha tenido mucha difusión entre los especialistas. Algunos autores lo han considerado un sinónimo subjetivo posterior de Rosalinella, el cual a su vez ha sido considerado un sinónimo subjetivo posterior de Globotruncana. Clasificaciones posteriores incluirían Rosalinotruncana en la superfamilia Globigerinoidea.

## Clasificación
Rosalinotruncana incluía a las siguientes especies:
- Rosalinotruncana charchi †
- Rosalinotruncana coronata †
- Rosalinotruncana lapparenti †
- Rosalinotruncana linneiana †
- Rosalinotruncana obliqua †
- Rosalinotruncana pseudolinneiana †